# Израел Камакавивооле
Израел Камакавивооле (хав. Israel Kamakawiwoʻole; Хонолулу, 20. мај 1959 — Хонолулу, 26. јун 1997) био је хавајски музичар. Постао је познат захваљујући свом албуму Facing Futurе, издатом 1993. На том албуму се налазе неке од најпознатијих песама које је прерадио, као што су Over the Rainbow и What a Wonderful World.

## Детињство и младост
Музиком је почео да се бави са једанаест година, заједно са својим братом Скипијем. У тинејџерским годинама ишао је на хавајски универзитет („University of Hawaii at Hilo”), где ће касније оформити групу „Makaha Sons of Niʻihau”, са својим братом и још тројицом пријатеља. Од 1976. до 1980. године група је задобила популарност и издала 15 успешних албума. Године 1982. Израелов брат Скипи умире од срчаног удара.

## Каријера
Пре смрти свога брата, издао је 15 албума. Са албумом Ka 'Ano'i (издат 1990. године) освојио је награде „Савремени албум године” и „Мушки вокал године”. Прерадама песама Over the Rainbow и What a Wonderful World, са албума Facing Future из 1993. године, освојио је многа срца Хавајчана и шире. Нажалост, умро је у 39. години због респираторних проблема.